# Liste des parcs du Plateau-Mont Royal
 (juillet 2023).
Si vous disposez d'ouvrages ou d'articles de référence ou si vous connaissez des sites web de qualité traitant du thème abordé ici, merci de compléter l'article en donnant les références utiles à sa vérifiabilité et en les liant à la section « Notes et références ».
Cet article présente une liste des parcs du Plateau-Mont Royal, un arrondissement de la ville de Montréal au Québec. Près d'une cinquantaine de parcs sont recensés.

## Liste
- Champ des possibles

Entre l'avenue Henri-Julien, l'avenue de Gaspé et la voie ferroviaire du Canadien Pacifique
- Parc des Açores

Sur l'avenue de l'Hôtel-de-Ville, entre la rue Rachel et l'avenue Duluth
- Parc des Amériques

Boulevard Saint-Laurent et rue Rachel
- Parc de La Bolduc

Rue Rachel et rue Rivard
- Parc du Carmel

Avenue Henri-Julien et avenue Du Carmel
- Parc du Portugal

Rue Marie-Anne et boulevard Saint-Laurent
- Parc Albert Saint-Martin

Rue Berri et De Bienville
- Parc Alphonse-Télesphore Lépine

Bordé par l'avenue De Gaspé, à l'angle de l'avenue Fairmount Est
- Parc Baldwin

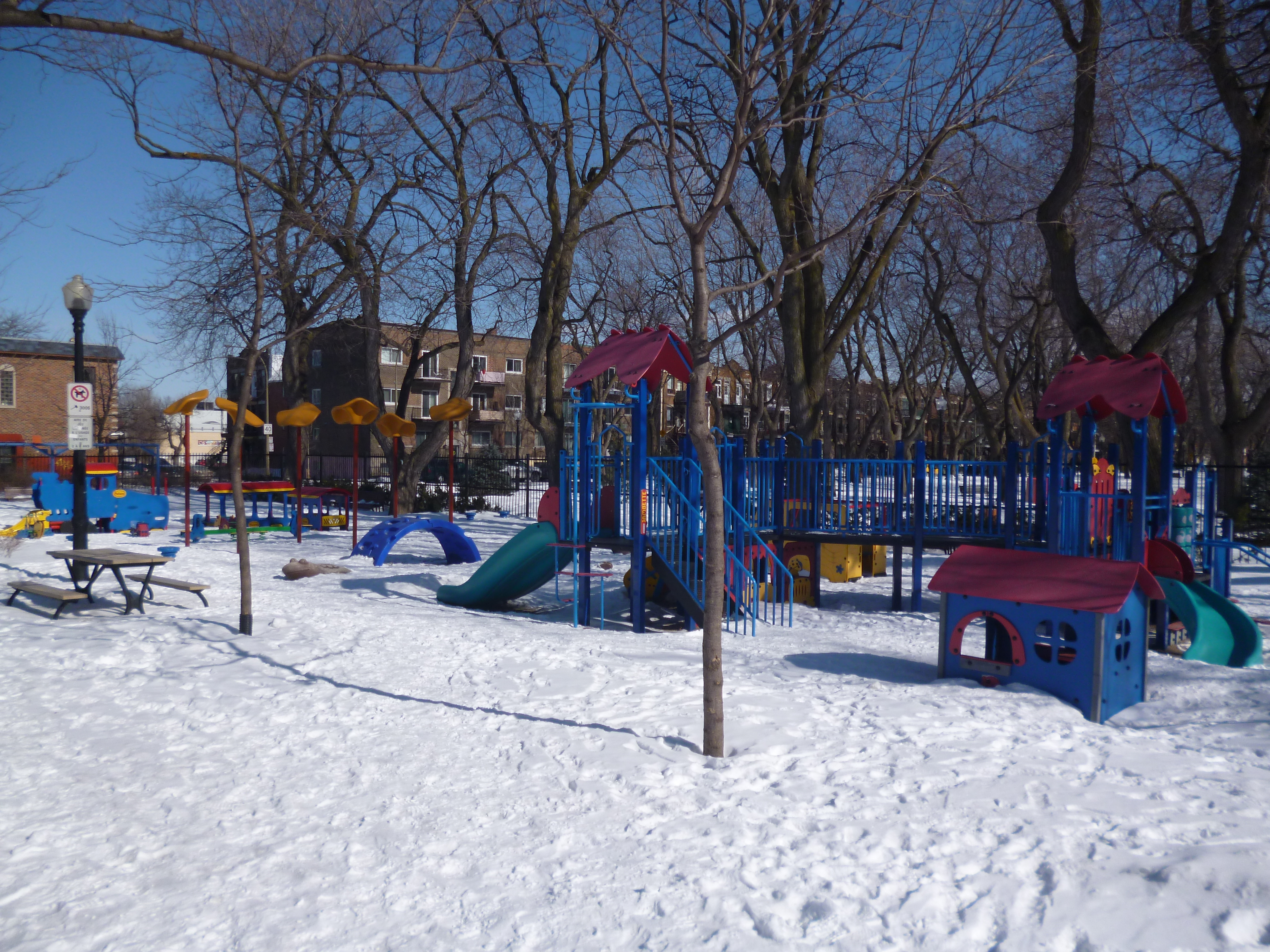
Le parc Baldwin, sous la neige, en mars 2014.

Bordé à l'ouest par la rue Fullum, à l'est par la rue Chapleau, au sud par la rue Sherbrooke et au nord par la terrasse Guindon
Le parc sera agrandi de 2415 m² en 2012 grâce à la fermeture permanente de la rue Marie-Anne Est entre les rues Fullum et Chapleau.
- Parc Berri-Saint-Joseph

Rue Gilford et rue Berri
- Parc Clark

Avenue Van Horne et rue Saint-Urbain
- Parc Claude Jutra

Rue Clark et rue Prince-Arthur
- Parc Compagnons de Saint-Laurent

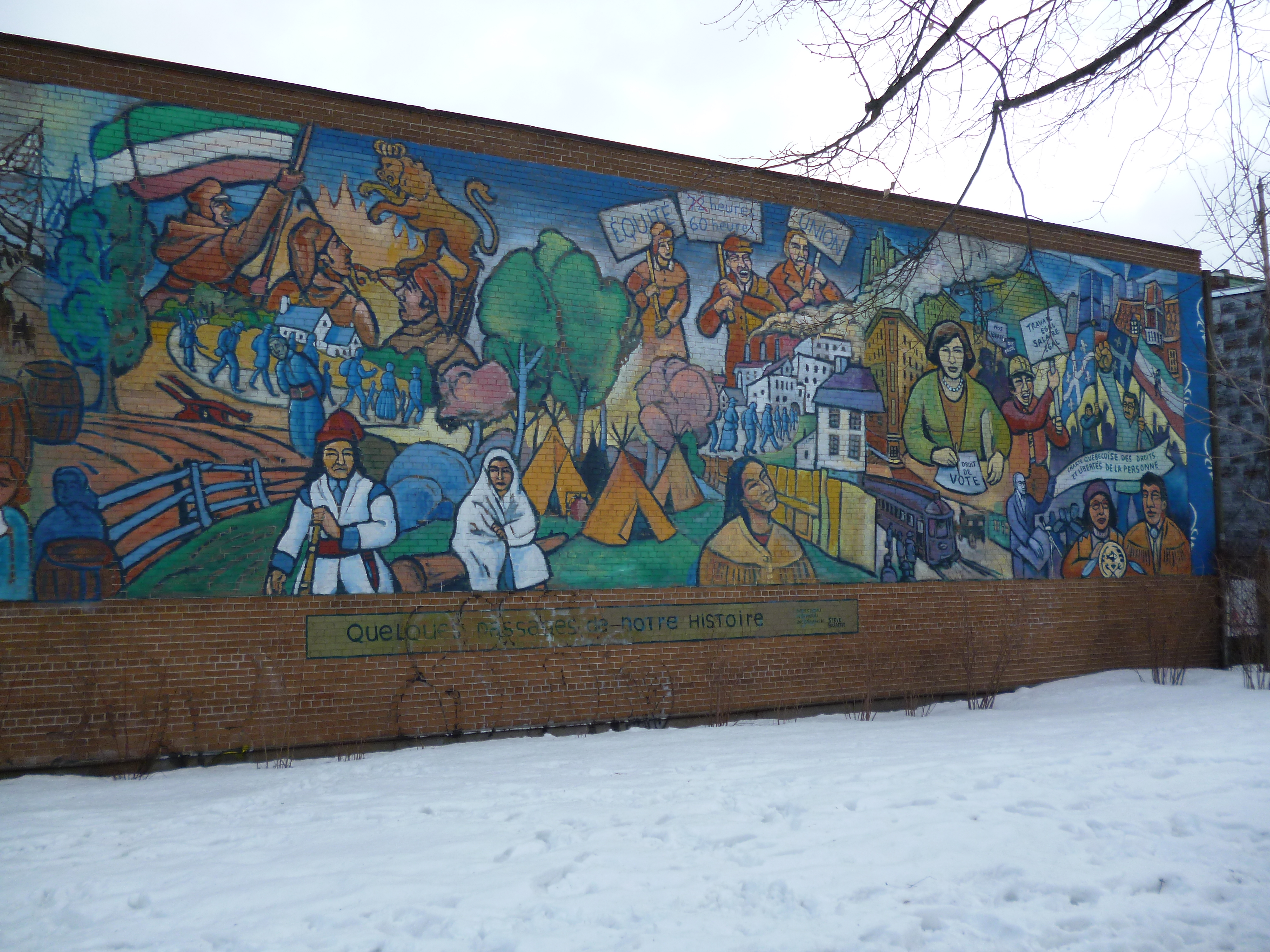
Fresque située au niveau du parc Compagnons de Saint-Laurent, en février 2014.

Avenue du Mont-Royal, entre les rues Bordeaux et Cartier
- Parc Denise Morelle

Sur la rue Rivard au nord de la rue Marie-Anne
- Parc Devonshire

Sur la rue Clark, entre l'avenue des Pins et la rue Saint-Cuthbert
- Parc De Bullion

Sur la rue De Bullion, entre la rue Prince-Arthur et l'avenue des Pins
- Parc De Lorimier (François-Marie-Thomas Chevalier de Lorimier)

Avenue Laurier Est et rue Chabot
- Parc Drolet-Rachel

Rue Drolet entre Rachel et Marie-Anne
- Parc Émile Nelligan

Entre l'avenue de Laval et l'avenue Henri-Julien, au nord de l'avenue du Mont-Royal
- Place des Fleurs-de-Macadam

Sur l’avenue du Mont-Royal Est, entre les rues Boyer et de Mentana
- Parc Gilles Lefebvre

Entre l'avenue Henri-Julien et la rue Drolet, au nord de l'avenue du Mont-Royal
- Parc Hirsch Wolofsky

Le parc est situé sur l’avenue Coloniale, entre les rues Sherbrooke Est et Prince-Arthur Est.
- Parc Hutchison-Avenue-des-Pins

Rue Hutchison et avenue des Pins 
- Parc Jeanne-Mance

Sur l'avenue du Parc, au sud de l'avenue du Mont-Royal (en face du Mont-Royal)
- Parc Jean-Jacques Olier

Sur la rue Drolet, entre la rue Roy et l'avenue Duluth
- Parc Jehane Benoît

Rue de Malines et rue Berri
- Parc J.-Z.-Léon-Patenaude

- Parc Lahaie
- Parc Laval
- Parc La Fontaine
  - Belvédère Léo Ayotte

Situé dans le parc La Fontaine, en face de la rue Roy
- Parc Louis-Reitman
- Parc Ludger-Duvernay
- Parc Mile End
- Parc Napoléon
- Parc Pierre Boucher
- Parc Roy-Rivard
- Parc Saint-Michel
- Parc Saint-Pierre-Claver
- Parc Sir-Wilfrid-Laurier
- Parc Toto-Bissainthe
- Parc University Settlement
- Parc Villeneuve
- Parc-école Édouard VII
- Place Charles-de-Gaulle
- Place Gérald-Godin
- Place Gilles-Carle
- Place Roy
- Square Saint-Louis